# Élections locales écossaises de 2003 à Midlothian
Pour un article plus général, voir Élections locales écossaises de 2003.

Les élections locales écossaises de 2003 à Midlothian se sont tenues le 1er mai 2003.

## Composition du conseil
Majorité absolue : 10 sièges
| Parti               | Sièges  |
| ------------------- | ------- |
| Travailliste        | 15 / 18 |
| Libéraux-démocrates | 2 / 18  |
| Indépendant         | 1 / 18  |